# Estana
Estana és una entitat de població del municipi cerdà de Montellà i Martinet i de l'entitat municipal descentralitzada de Víllec i Estana. El 2019 tenia 18 habitants.
Junt amb Víllec va formar un municipi fins a la seva incorporació a Montellà i Martinet el 1970. Actualment Víllec, Estana i Béixec formen una entitat municipal descentralitzada dins el municipi de Montellà i Martinet, i compten amb un alcalde pedani, un càrrec que actualment ostenta Joan Garreta Ponsà.

## Llocs d'interès
- Església de Sant Climent d'Estana
- Cal Sión -Família Sión
- Cal Basté - Família Basté
- Cal Guerra - Família Gispert Munt